# Больме, Томас
Томас Больме (швед. Tomas Robert Olof Bolme, род. 21 апреля 1945, Стокгольм) — шведский актёр. Он известен как шведский голос Тинтина, а также голос аниме-героя Кобры. В детстве он играл в Vår teater, детском театре в Стокгольме. Он учился в Teaterhögskolan в Стокгольме с 1966 по 1969 год. Больме выступал в Fria Proteatern, Королевском драматическом театре, Стокгольмском городском театре и Riksteatern. Он также записал несколько аудиокниг, и одна из них — Coq Rouge Яна Гийу.
Больме — бывший член политической партии Коммунистическая лига марксистов-ленинцев (швед. Kommunistiska förbundet marxist-leninisterna, KFML).
Он брат телеведущей Агнеты Больме Бёрьефорс. На 24-й церемонии вручения наград Guldbagge Awards он получил награду за лучшую мужскую роль за роль в фильме «Кредиторы». Вместе с Ким Андерсон он был одним из организаторов 27-й церемонии вручения наград Guldbagge Awards.

## Избранная фильмография
- Пираты на Меларене[англ.] (1959)
- Последнее приключение[англ.] (1974)
- Кредиторы[англ.] (1988)